# NGC 4786
NGC 4786 is een elliptisch sterrenstelsel in het sterrenbeeld Maagd. Het hemelobject werd op 17 april 1784 ontdekt door de Duits-Britse astronoom William Herschel.

## Synoniemen
- MCG -1-33-46
- PGC 43922